# Josep Pons i Rosell
El Dr. Josep Pons Rosell (Arbós, Tarragona, España, 1918-2013), fue un catedrático del Departamento de Antropología de la Facultad de Biología de la Universidad de Barcelona, desde el 1973 hasta su jubilación, y se puede decir que ha sido el maestro de gran parte del profesorado actual de antropología biológica, tanto de esta universidad como de la Universidad Pompeu Fabra, las universidades Complutense y Autónoma de Madrid, la Universidad de Oviedo y la de Santiago de Compostela. El año de 1991 fue elegido académico de la Real Academia de Ciencias y Artes de Barcelona. 

## Vida profesional
La dedicación académica del Dr. Pons se ha centrado en el área de la antropología física, que trata de la variabilidad biológica de las poblaciones humanas y del origen y la evolución de la especie. La historia académica de la antropología física en la Universidad de Barcelona se inició en el año 1920, con el catedrático de esta materia Telesforo de Aranzadi y Unamuno. 
El Dr. Pons sustituyó posteriormente, en la cátedra de Antropología de la Universidad de Barcelona al Dr. Santiago Alcobé Noguer, el cual había sido también rector de la Universidad de Barcelona. Con el Dr. Alcobé se habían formado en el Departamento de Antropología de la Universidad de Barcelona, además de Josep Pons, los investigadores Miquel Fusté y Antoni Prevosti —el cual más adelante desarrolló los estudios de genética a la facultad. Posteriormente, el Departamento de Antropología fue integrado, junto con el de Zoología, en el actual Departamento de Biología Animal. 
Tanto en su etapa inicial como investigador del CSIC y de la Universidad de Barcelona como posteriormente, durante el ejercicio de la cátedra a las diversas universidades españolas, el Dr. Josep Pons abrió las perspectivas en España para el desarrollo de varias líneas de investigación dentro del ámbito de la antropología, como por ejemplo la osteología de poblaciones, la biodemografía, los polimorfismos moleculares, la somatología, o la antropología cuantitativa. Sus estudios sobre dermatoglifs, desde la vertiente poblacional y genética, recibieron un reconocimiento mundial. Y, durante 10 años, presidió el Comité Internacional para el estudio de esta especialidad antropológica.

## Curiosidades
Como anécdota se puede mencionar que, luego de haber llegado a ser catedrático de la Universidad Complutense de Madrid, no bien quedó libre la cátedra de la Universidad de Barcelona, inmediatamente la pidió. Este hecho, que un catedrático de la Complutense quisiera dejar la plaza por irse a «provincias», era sorprendente en la mentalidad funcionarial de la época.